# Abu-Abd-Al·lah II
Abu-Abd-Al·lah (II) Muhàmmad ibn Abi-Taixufín o, més senzillament, Abu-Abd-Al·lah II fou emir abdalwadita de Tlemcen del 1424 al 1428 i el 1430.
Vas enderrocar a Abu-Màlik I Abd al-Wahid que es va refugiar al Marroc. El nou sultà comptava amb el suport de l'hàfsida Abu-Faris Abd-al-Aziz (1393-1434) amb el qual després va entrar en conflicte. El sultà enderrocat, al no obtenir ajut dels marínides de Fes per ser restaurat, va enviar el seu fill a Tunis on Abu-Faris el va acollir i li va donar una carta convidant al seu pare a anar a Tunísia. A la tornada el jove príncep fou capturat per lleials a Abu-Abd-Al·lah II i la carta fou trobada i el noi executat; el sulta de Tlemcen va acusar l'hàfsida d'ajudar els seus rivals. Abd al-Wahid va saber de la carta i va anar a Tunis on Abu Faris, enfadat amb el sobirà de Tlemcen, li va prometre ajut per recuperar el tron. Abd al-Wahid va mostrar a Abu Faris unes cartes falses en què els notables de Tlemcen encapçalats per Ibn Abu-Hammad (antic hadjib d'Abu-Abd-Al·lah II) demanaven el seu retorn. Abu Faris que havia reunit un exèrcit per una expedició al Djarid, va decidir que donaria algunes forces a Abd al-Wahid per recuperar Tlemcen, de les quals se separaria pel camí, a Constantina, el governador de la qual, Dja al-Khayr, dirigiria l'expedició amb les seves pròpies forces. Abans de sortir Ibn Abu-Hammad va arribar a Tunis per reunir-se amb el seu antic senyor el qual li va explicar que havia falsificat les cartes; el hadjib, indignat va criticar el fet, tant i més que Abu Faris comptava que Abd al-Wahid tenia un fort suport i, per tant, no pensava enviar gaires tropes; però l'antic sultà va meditar que si eren derrotats Abu Faris veuria el seu honor compromès i enviaria més tropes. Així fou, l'exèrcit de Dja al-Khayr va acampar prop de Tlemcen; les forces de la ciutat van fer una sortida i van derrotar els hàfsides, una part dels quals van caure presoners i la resta va fugir cap a Tunis. Un fet encara va venir a afavorir els plans d'Abd al-Wahid: dos generals o notables de Tunis es van refugiar a Tlemcen després que el germà d'un d'ells fos executat per Abu Faris; aquest va demanar l'entrega dels dos homes, que li fou refusada. Llavors l'hàfsida es va posar en campanya personalment i va assetjar Tlemcen on al cap de poc temps Abu-Abd-Al·lah II Muhammad va haver de fugir cap a l'oest i Abu-Màlik I Abd al-Wahid va retornar al poder (abril o maig del 1428).
Abu-Abd-Al·lah II va estar un temps errant; després se'n va anar a l'est i va trobar refugi a les muntanyes de Breschk i Ténès. Amb el suport dels àrabs del país va formar un exèrcit àrab que la nit del dimarts 25 cap al dimecres 26 de juliol de 1430 va reconquerir Tlemcen. Abu-Màlik I ibn Abd al-Wahid fou capturat i executat a la matinada del dia 26.
Abu Faris se'n va assabentar aviat i 84 dies després (19 d'octubre de 1430) es va presentar a Tlemcen. Abu-Abd-Al·lah II va fugir amb algunes forces i es va refugiar amb els Beni Yessnasen. El sobirà hàfsida va instal·lar un caid no musulmà de la seva confiança com a governador i es va dedicar a perseguir al deposat i el va assetjar a una fortalesa de la tribu; un membre del seu seguici el va convèncer d'entregar-se a Abu-Faris per guanyar el seu respecte; però quan es va entregar primer fou encadenat i empresonat i després fou executat amb alguns companys. Llavors va decidir retornar a Tunis i els seus homes a Tlemcen li van demanar a qui deixaven el regne. Abu Faris va designar al savi Ahmad ibn Abi-Hammu que va regnar amb el nom d'Abu-Abbàs Àhmad I (15 de març de 1431).